# Rente wegen Todes
Rente wegen Todes ist in der deutschen gesetzlichen Rentenversicherung eine Rentenart, die wegen Todes geleistet wird (§ 33 Abs. 1 SGB VI). Renten wegen Todes sind die Witwen- und Witwerrente (im Folgenden Witwenrente), die Erziehungsrente und Waisenrente (§ 33 Abs. 4 SGB VI). 
Sie heißen Renten wegen Todes, weil Voraussetzung für ihre Gewährung der Tod des versicherten Ehegatten bzw. Elternteils oder der Tod des geschiedenen Ehegatten eines Versicherten ist. Der Tod ist hierbei der Versicherungsfall. Die Renten wegen Todes sollen den Unterhalt ersetzen, den bislang der Verstorbene erbracht hat (Unterhaltsersatzfunktion). Während Witwen- und Waisenrenten Renten aus der Versicherung des Verstorbenen sind, ist die Erziehungsrente eine Rente aus der Versicherung der überlebenden Person.
Eingetragene Lebenspartner sind in der gesetzlichen Rentenversicherung den Ehepartnern gleichgestellt.

## Witwenrente
Die Hinterbliebenenrente an Verwitwete soll den Unterhalt ersetzen, den der verstorbene Ehegatte nach seinem Tod nicht mehr erbringen kann. Der hinterbliebene Ehegatte erhält entweder die Kleine Witwenrente, d. h. zwei Jahre lang (bei Altfällen ohne zeitliche Begrenzung) eine Rente in Höhe von 25 % der tatsächlichen Altersrente oder der berechneten Rente wegen voller Erwerbsminderung zum Todeszeitpunkt des Verstorbenen. Oder der Hinterbliebene bekommt die Große Witwenrente, d. h. eine Rente in Höhe von 55 % (in Altfällen 60 %) der tatsächlichen Altersrente oder der berechneten Rente wegen voller Erwerbsminderung zum Todeszeitpunkt des Verstorbenen. Kriterien für die Einstufung in die Große Witwenrente sind z. B. ein bestimmtes Alter des Hinterbliebenen, das Erziehen eines Kindes oder Erwerbsunfähigkeit. Unabhängig davon, ob der Hinterbliebene Kleine Witwenrente oder Große Witwenrente erhält – in den ersten drei Kalendermonaten nach dem Tod des Ehegatten erhält er 100 % der tatsächlichen oder berechneten Rente des Verstorbenen, dies ist das so genannte Sterbevierteljahr.
In vielen Fällen trägt die Hinterbliebenenversorgung dazu bei, dass Rentner mit kurzer oder fehlender Erwerbsbiografie nicht unter die Armutsschwelle fallen.
Hat der Überlebende eigenes Einkommen, so werden 40 % des pauschalierten Nettoeinkommens, soweit es einen bestimmten Freibetrag übersteigt, auf die Hinterbliebenenrente angerechnet.
Heiratet der Hinterbliebene erneut, so entfällt seine Hinterbliebenenrente, die nach § 107 SBG VI mit bis zu 24 Monatsrenten abgefunden wird. Wenn der zweite Ehepartner stirbt oder die zweite Ehe geschieden wird, kann die Rente vom ersten Ehepartner ab dem Folgemonat des Todes oder der Rechtskraft des Scheidungsurteils wieder geleistet werden. Eine gezahlte Abfindung wird angerechnet, wenn die neue Ehe weniger als 24 Monate gedauert hat.
Bei Ehen, die nicht wenigstens ein Jahr gedauert haben, hat der Überlebende nach § 46 Abs. 2 a SGB VI nur dann einen Anspruch, wenn nach den besonderen Umständen des Falles die Annahme gerechtfertigt ist, dass es nicht der alleinige oder überwiegende Zweck der Heirat gewesen war, einen Anspruch auf Hinterbliebenenversorgung zu begründen (so genannte Versorgungsehe).

### Historische Entwicklung
Seit 1986 sind Männer und Frauen bei den Hinterbliebenenrenten gleichgestellt. Zuvor hatten Witwer nur dann einen Anspruch auf eine Hinterbliebenenrente, wenn der Unterhalt der Familie überwiegend durch die verstorbene Ehefrau bestritten worden war. Dem lag noch der Gedanke zugrunde, dass die Ehefrau während der Ehe nicht berufstätig ist. Mit der Gleichstellung hat der Gesetzgeber einer Anordnung des Bundesverfassungsgerichts von 1975 entsprochen.
Die Reform vom 3. August 1986 führte zugleich die Anrechnung eigener Einkommen des Hinterbliebenen auf die Hinterbliebenenrente ein. Die Einkommensanrechnung wurde mit der Rentenreform 2001 ausgeweitet. Seit 2002 ist die kleine Witwenrente auf 24 Monate begrenzt und in der Regel von einer Mindestdauer der Ehe von einem Jahr abhängig (siehe: Versorgungsehe). Die Änderungen bedeuteten, dass für alle von der Neuregelung Betroffenen die Absicherung im Alter durch die Hinterbliebenenrente faktisch zu einer Grundsicherungsrente reformiert wurde. Im Gegenzug wurde die Möglichkeit des Rentensplittings eingeführt.
Die Witwenrente ist in Deutschland wiederholt zur Diskussion gestellt worden. Beispielsweise wurde erwogen, sie möge eventuell nur noch im Fall von Bedürftigkeit gezahlt werden. Verschiedene Änderungsvorschläge fanden aber bisher keine breite Mehrheit.

### Kleine Witwenrente
Die Kleine Witwenrente wird an Witwer und Witwen geleistet, denen der Staat einen größeren Eigenbeitrag zum Unterhalt zumutet. Ihr Sicherungsziel ist daher geringer. Sie beträgt nach § 46 Abs. 1 SGB VI – vereinfacht – 25 % der gezahlten oder berechneten Rente wegen voller Erwerbsminderung des verstorbenen Versicherten in der Rentenanwartschaftsphase bzw. der zum Todeszeitpunkt gezahlten Altersrente in der Rentenphase und ist gekoppelt an die Voraussetzungen, dass der verstorbene Ehegatte die allgemeine Wartezeit von 5 Jahren erfüllt hat. Der Anspruch besteht längstens für 24 Kalendermonate nach Ablauf des Monats, in dem der Versicherte verstorben ist.
Die Kleine Witwenrente kann nach § 242a Abs. 1 SGB VI ohne Beschränkung auf 24 Kalendermonate in Anspruch genommen werden, wenn der Ehegatte vor dem 1. Januar 2002 verstorben ist oder wenn mindestens ein Ehegatte vor dem 2. Januar 1962 geboren ist und die Ehe vor dem 1. Januar 2002 geschlossen wurde (so genannter Altfall).

### Große Witwenrente
Erfüllt der Hinterbliebene neben den Voraussetzungen für die Kleine Witwenrente zusätzlich eine der nachfolgend genannten Voraussetzungen, kann er die große Witwenrente beanspruchen. Nach § 46 Abs. 2 muss der Hinterbliebene
- ein eigenes Kind oder ein Kind des verstorbenen Ehegatten, das das 18. Lebensjahr noch nicht vollendet hat, erziehen (sorgt er in häuslicher Gemeinschaft für ein behindertes Kind, gibt es keine Altersgrenze bezüglich des Kindes) oder
- erwerbsgemindert sein oder
- das 45. Lebensjahr vollendet haben. Diese Altersgrenze steigt nach § 242a Abs. 5 SGB VI ab 2012 stufenweise von 45 auf 47 je nach Todesjahr des Versicherten. Bei Todesfällen ab 2029 gilt das 47. Lebensjahr.

Die große Witwenrente beträgt 55 % (Altfall: 60 %) der gezahlten oder berechneten Rente wegen voller Erwerbsminderung des verstorbenen Versicherten in der Rentenanwartschaftsphase bzw. der zum Todeszeitpunkt gezahlten Altersrente in der Rentenphase. Im Unterschied zur Kleinen Witwenrente, deren Bezugsdauer auf höchstens zwei Jahre begrenzt ist, ist die Bezugsdauer der Großen Witwenrente nicht begrenzt.
Es muss weder zuvor die Kleine Witwenrente bezogen worden sein noch steht ein früherer Bezug der Kleinen Witwenrente dem Anspruch auf die große Witwenrente entgegen.
Nach § 115 Abs. 3 Satz 2 SGB VI ist der Rentenversicherungsträger verpflichtet, die Große Witwen-/Witwerrente zu leisten, sobald die maßgebende Altersgrenze (45–47) vom Rentenberechtigten erreicht wird und bis zur maßgebenden Altersgrenze eine kleine Witwen-/Witwerrente bezogen wird. Wird hingegen die Kleine Witwen-/Witwerrente nicht mehr geleistet, weil diese bereits für 24 Monate bezogen wurde, muss die Große Witwen-/Witwerrente erneut beantragt werden, sobald die maßgebende Altersgrenze hierfür erreicht wird. In diesen Fällen wird der Rentenversicherungsträger nicht von Amts wegen tätig.

### Rentenabschlag
Stirbt die versicherte Person vor ihrem 65. Geburtstag, wird die Witwen-/Witwerrente um einen Abschlag von 0,3 Prozent je Monat gekürzt, den die Rente vor dem 65. Geburtstag beginnt; maximal jedoch um 10,8 Prozent (§ 77 Abs. 2 Nr. 4 SGB VI). Die Abschläge betreffen alle Renten wegen Todes, also auch die kleine und die große Witwenrente.
Die Altersgrenze von 65 Jahren gilt bei Rentenbeginn bzw. Tod der/des Versicherten nach dem 31. Dezember 2023. Übergangsweise gilt bei Tod/Rentenbeginn vor 1. Januar 2024, abhängig vom Jahr und Monat des Todes, statt des 65. Geburtstages folgendes Alter, vor dessen Erreichen Abschläge von 0,3 Prozent je Monat (höchstens 10,8 Prozent) berechnet werden (vgl. § 264d SGB VI):
| Beginn der Rente bzw. Tod des Versicherten | Beginn der Rente bzw. Tod des Versicherten | Alter für abschlagsfreie Hinterbliebenenrente | Alter für abschlagsfreie Hinterbliebenenrente |
| Jahr                                       | Monat                                      | Jahr                                          | Monat                                         |
| ------------------------------------------ | ------------------------------------------ | --------------------------------------------- | --------------------------------------------- |
| vor 2012                                   |                                            | 63                                            | 0                                             |
| 2012                                       | Januar                                     | 63                                            | 1                                             |
| 2012                                       | Februar                                    | 63                                            | 2                                             |
| 2012                                       | März                                       | 63                                            | 3                                             |
| 2012                                       | April                                      | 63                                            | 4                                             |
| 2012                                       | Mai                                        | 63                                            | 5                                             |
| 2012                                       | Juni – Dezember                            | 63                                            | 6                                             |
| 2013                                       |                                            | 63                                            | 7                                             |
| 2014                                       |                                            | 63                                            | 8                                             |
| 2015                                       |                                            | 63                                            | 9                                             |
| 2016                                       |                                            | 63                                            | 10                                            |
| 2017                                       |                                            | 63                                            | 11                                            |
| 2018                                       |                                            | 64                                            | 0                                             |
| 2019                                       |                                            | 64                                            | 2                                             |
| 2020                                       |                                            | 64                                            | 4                                             |
| 2021                                       |                                            | 64                                            | 6                                             |
| 2022                                       |                                            | 64                                            | 8                                             |
| 2023                                       |                                            | 64                                            | 10                                            |

### Kinderzuschlag
Hat der überlebende Ehegatte ein Kind in dessen ersten drei Lebensjahren erzogen, so erhöht sich die Witwenrente nach dem Sterbevierteljahr um einen Kinderzuschlag. Der Kinderzuschlag wurde zum Ausgleich für die Niveauabsenkung der Witwenrente bei Neufällen geschaffen, so dass er bei Altfällen, die davon nicht betroffen sind, nicht gewährt wird.
Der Kinderzuschlag wird nach § 78a Abs. 1 SGB VI errechnet, indem für jeden Monat der Erziehungszeit eine bestimmte Anzahl persönlicher Entgeltpunkte gutgeschrieben werden. Bei 36 Monaten Kindererziehung beträgt der Zuschlag auf die Große Witwenrente monatlich 58,41 € (West) bzw. 54,09 € (Ost) (Stand 1. Juli 2015). Für jedes weitere Kind davon die Hälfte. Bei der kleinen Witwenrente liegt der Zuschlag für das erste Kind bei 29,21 € bzw. 27,05 €.

### Renten wegen Todes an den hinterbliebenen eingetragenen Lebenspartner
In der gesetzlichen Rentenversicherung Deutschlands wurden mit Wirkung vom 1. Januar 2005 auch die gleichgeschlechtlichen nach dem Lebenspartnerschaftsgesetz eingetragenen Lebenspartner in die Hinterbliebenenversorgung einbezogen.
Auch die überlebenden Lebenspartner haben seitdem nach § 46 Abs. 4 SGB VI Anspruch auf eine Hinterbliebenenrente. Entsprechendes gilt für die Erziehungsrente (§ 47 Abs. 4 SGB VI).
Nach einem Urteil des Bundesverfassungsgerichts sind auch in der betrieblichen Hinterbliebenenversorgung für die Arbeitnehmer des öffentlichen Dienstes nach der Satzung der Versorgungsanstalt des Bundes und der Länder (VBL) Ehen und eingetragene Lebenspartnerschaften gleich zu behandeln. Nach einem Urteil des Bundesgerichtshofes sind auch in der privaten Hinterbliebenenversorgung Ehen und eingetragene Lebenspartnerschaften gleich zu behandeln.

### Rente nach dem vorletzten Ehegatten oder eingetragenen Lebenspartner
Eine durch die Wiederheirat des Überlebenden weggefallene Witwenrente lebt nach § 46 Abs. 3 SGB VI wieder auf, wenn die neue Verbindung geschieden wird oder der neue Ehe- oder Lebenspartner verstirbt. Auf die Witwenrente nach dem vorletzten Ehegatten oder Lebenspartner werden nach § 90 Abs. 1 SGB VI Ansprüche auf Versorgung, Unterhalt oder Renten nach dem letzten Partner in voller Höhe angerechnet. Einen Freibetrag gibt es insoweit nicht.

## Erziehungsrente
Bis zum Erreichen der Regelaltersgrenze erhalten versicherte Personen, deren geschiedener Ehegatte gestorben ist und die ein eigenes Kind oder ein Kind des geschiedenen Ehegatten erziehen, Erziehungsrente (§ 47 SGB VI). 

## Waisenrente
Kinder erhalten längstens bis zur Vollendung des 27. Lebensjahre Waisenrente, wenn ihr verstorbener Elternteil die allgemeine Wartezeit erfüllt hat (§ 48 SGB VI). Die Waisenrente beträgt (sehr vereinfacht) für Halbwaisen 10 % bis 20 % der Rente des verstorbenen Versicherten, bei Vollwaisen 20 % bis 40 % der Rente des verstorbenen Versicherten mit der höheren Rente.

## Einkommensanrechnung
Auf Witwen- und Erziehungsrenten wird das (pauschalierte monatliche) Nettoeinkommen des Hinterbliebenen, das den unten genannten Freibetrag überschreitet, zu 40 % angerechnet (§ 97 SGB VI). Bis 30. Juni 2015 erfolgte ab dem vollendeten 18. Lebensjahr auch auf Waisenrenten eine Einkommensanrechnung.

### Anrechnungs-Freiheit
Bis zum Ende des dritten Kalendermonats nach Ablauf des Monats, in dem der Versicherte verstorben ist, erfolgt noch keine Einkommensanrechnung.
Es erfolgt keine Einkommensanrechnung, wenn der Versicherte vor dem 1. Januar 1986 verstorben ist oder die Ehegatten bis zum 31. Dezember 1988 der Rentenversicherung gegenüber wirksam erklärt haben, dass das Hinterbliebenenrecht bis 31. Dezember 1985 für sie weiterhin angewendet werden soll (§ 314 SGB VI).

### Freibetrag
Der Freibetrag liegt beim 26,4fachen des aktuellen Rentenwerts. Aktuell (Juli 2025 bis Juni 2026) sind das 1076,86 Euro im Monat. Im Gegensatz zum Zeitraum bis Juni 2023 gibt es keine unterschiedlichen Freibeträge für alte und neue Länder mehr. Der jeweilige Freibetrag erhöht sich für jedes Kind des Rentenberechtigten, das Anspruch auf Waisenrente hat (oder hätte, wenn es ein Kind des Verstorbenen wäre), um das 5,6fache des aktuellen Rentenwerts.
Bei der Einkommensanrechnung auf Waisenrenten lag der Freibetrag beim 17,6fachen des aktuellen Rentenwerts. Seit 1. Juli 2015 findet auf Waisenrenten keine Einkommensanrechnung mehr statt.

### Begründung für die Einkommensanrechnung
Die Anrechnung des Einkommens des Hinterbliebenen auf die Rente wegen Todes dient der Verwirklichung des Unterhaltsersatzgedankens der Rente. Hierbei wird davon ausgegangen, dass bei einem ausreichend hohen Einkommen die Rente wegen Todes nicht bzw. nicht mehr im vollen Umfang erforderlich ist. Neben der Anrechnung von Erwerbs-, Erwerbsersatz- und Vermögenseinkommen nach § 97 SGB VI wird, um ungerechtfertigte Doppelleistungen zu vermeiden, nach § 93 SGB VI auch eine Hinterbliebenenrente der gesetzlichen Unfallversicherung angerechnet.
Die Einkommensanrechnung ist nach einem Urteil des Bundesverfassungsgerichts mit der Verfassung vereinbar.

### Zu berücksichtigende Einkommensarten
Bei der Einkommensanrechnung werden nach § 18a SGB IV berücksichtigt:
- Erwerbseinkommen,
- Erwerbsersatzeinkommen,
- Vermögenseinkommen und
- Elterngeld.

#### Erwerbseinkommen
Erwerbseinkommen sind Arbeitsentgelt, Arbeitseinkommen und vergleichbares Einkommen.
Nicht als Erwerbseinkommen in diesem Sinne gelten Arbeitsentgeltteile, die durch Entgeltumwandlung bis zu 4 vom Hundert der Beitragsbemessungsgrenze in der allgemeinen Rentenversicherung für betriebliche Altersversorgung verwendet werden, sowie das Arbeitsentgelt, das eine Pflegeperson von dem Pflegebedürftigen erhält, wenn das Entgelt das dem Umfang der Pflegetätigkeit entsprechende Pflegegeld im Sinne des § 37 des Elften Buches nicht übersteigt.
Arbeitseinkommen ist die positive Summe der Gewinne oder Verluste aus folgenden Arbeitseinkommensarten:
1. Gewinne aus Land- und Forstwirtschaft (§§ 13, 13a und 14 Einkommensteuergesetz (EStG)),
2. Gewinne aus Gewerbebetrieb (§§ 15, 16 und 17 EStG) und
3. Gewinne aus selbständiger Arbeit (§ 18 EStG).

#### Erwerbsersatzeinkommen
Erwerbsersatzeinkommen sind
1. Krankengeld, Verletztengeld, Versorgungskrankengeld, Mutterschaftsgeld, Übergangsgeld, Kurzarbeitergeld, Arbeitslosengeld, Insolvenzgeld, Krankentagegeld und vergleichbare Leistungen,
2. Renten der Rentenversicherung wegen Alters oder verminderter Erwerbsfähigkeit, Erziehungsrente, Knappschaftsausgleichsleistung, Anpassungsgeld für entlassene Arbeitnehmer des Bergbaus und Leistungen nach §§ 27 und 28 des Sozialversicherungs-Angleichungsgesetzes Saar,
3. Altersrenten und Renten wegen Erwerbsminderung der Alterssicherung der Landwirte, die an ehemalige Landwirte oder mitarbeitende Familienangehörige gezahlt werden,
4. Verletztenrente der Unfallversicherung, soweit sie einen der Grundrente nach dem Bundesversorgungsgesetz entsprechenden Betrag übersteigt; eine Kürzung oder ein Wegfall der Verletztenrente wegen Anstaltspflege oder Aufnahme in ein Alters- oder Pflegeheim bleibt unberücksichtigt; bei einer Minderung der Erwerbsfähigkeit um 20 vom Hundert ist ein Betrag in Höhe von zwei Dritteln, bei einer Minderung der Erwerbsfähigkeit um 10 vom Hundert ist ein Betrag in Höhe von einem Drittel der Mindestgrundrente anzusetzen,
5. Ruhegehalt und vergleichbare Bezüge aus einem öffentlich-rechtlichen Dienst- oder Amtsverhältnis oder aus einem versicherungsfreien Arbeitsverhältnis mit Anspruch auf Versorgung nach beamtenrechtlichen Vorschriften oder Grundsätzen sowie vergleichbare Bezüge aus der Versorgung der Abgeordneten,
6. Unfallruhegehalt und vergleichbare Bezüge aus einem öffentlich-rechtlichen Dienst- oder Amtsverhältnis oder aus einem versicherungsfreien Arbeitsverhältnis mit Anspruch auf Versorgung nach beamtenrechtlichen Vorschriften oder Grundsätzen sowie vergleichbare Bezüge aus der Versorgung der Abgeordneten; wird daneben kein Unfallausgleich gezahlt, gilt Nummer 4 letzter Teilsatz entsprechend,
7. Renten der öffentlich-rechtlichen Versicherungs- oder Versorgungseinrichtungen bestimmter Berufsgruppen wegen Minderung der Erwerbsfähigkeit oder Alters,
8. Berufsschadensausgleich nach § 30 Absatz 3 bis 11 Bundesversorgungsgesetz (BVG) und anderen Gesetzen, die die entsprechende Anwendung der Leistungsvorschriften des Bundesversorgungsgesetzes vorsehen,
9. Renten wegen Alters oder verminderter Erwerbsfähigkeit, die aus Anlass eines Arbeitsverhältnisses zugesagt worden sind,
10. Renten wegen Alters oder verminderter Erwerbsfähigkeit aus privaten Lebens- und Rentenversicherungen, allgemeinen Unfallversicherungen sowie sonstige private Versorgungsrenten.

Kindbezogene Leistungen bleiben außer Betracht. Nicht zu den zu berücksichtigenden Einkommensarten gehören außerdem unter anderem Renten wegen Todes außer der Erziehungsrente und der Hinterbliebenenrente der Unfallversicherung sowie Leistungen der Hinterbliebenenversorgung (zum Beispiel Waisengeld), Arbeitslosengeld II/Sozialgeld, Sozialhilfe und Leistungen der Grundsicherung im Alter und Ausbildungsförderung nach dem Bundesausbildungsförderungsgesetz (BAföG).

#### Vermögenseinkommen
Vermögenseinkommen ist die positive Summe der positiven oder negativen Überschüsse, Gewinne oder Verluste aus folgenden Vermögenseinkommensarten:
1. Einnahmen aus Kapitalvermögen im Sinne des § 20 EStG; Einnahmen im Sinne des § 20 Abs. 1 Nr. 6 EStG in der Fassung ab dem 1. Januar 2005 sind auch bei einer nur teilweisen Steuerpflicht jeweils die vollen Unterschiedsbeträge zwischen den Versicherungsleistungen einerseits und den auf sie entrichteten Beiträgen oder den Anschaffungskosten bei entgeltlichem Erwerb des Anspruchs auf die Versicherungsleistung andererseits (als Werbungskostenpauschale der Sparer-Pauschbetrag abzuziehen),
2. Einnahmen aus Versicherungen auf den Erlebens- oder Todesfall im Sinne des § 10 Abs. 1 Nr. 2 Buchst. b Doppelbuchst. cc und dd EStG in der Fassung am 1. Januar 2004, wenn die Laufzeit dieser Versicherungen vor dem 1. Januar 2005 begonnen hat und ein Versicherungsbeitrag bis zum 31. Dezember 2004 entrichtet wurde, es sei denn, sie werden wegen Todes geleistet; zu den Einnahmen gehören außerrechnungsmäßige und rechnungsmäßige Zinsen aus den Sparanteilen, die in den Beiträgen zu diesen Versicherungen enthalten sind, im Sinne des § 20 Abs. 1 Nr. 6 EStG in der Fassung am 21. September 2002 (als Werbungskostenpauschale der Sparer-Pauschbetrag abzuziehen),
3. Einnahmen aus Vermietung und Verpachtung im Sinne des § 21 EStG nach Abzug der Werbungskosten und
4. Gewinne aus privaten Veräußerungsgeschäften im Sinne des § 23 EStG, soweit sie mindestens 600 Euro im Kalenderjahr betragen.

#### Nicht zu berücksichtigendes Einkommen
Bei so genannten Altfällen bleiben Betriebsrenten und private Renten, Leistungen aus der Höherversicherung der gesetzlichen Rentenversicherung sowie Einkommen aus Vermögen und Elterngeld anrechnungsfrei (§ 114 SGB IV). Ein Altfall liegt vor, wenn der versicherte Ehegatte vor dem 1. Januar 2002 verstorben ist oder wenn die Ehe vor diesem Tag geschlossen wurde und mindestens ein Ehegatte vor dem 2. Januar 1962 geboren ist.

### Ermittlung des anrechenbaren Einkommens
Von den zu berücksichtigenden Einkommensarten wird zunächst jeweils das pauschalierte Nettoeinkommen nach den Regelungen in § 18b SGB IV ermittelt, indem ein bestimmter Kürzungsbetrag abgezogen wird. Sodann wird der Freibetrag nach § 97 Abs. 2 Satz 1 und 2 SGB VI abgesetzt. Von dem danach verbleibenden anrechenbaren Einkommen werden 40 % angerechnet (§ 97 Abs. 2 Satz 3 SGB VI).

#### Kürzungsbetrag
Der Kürzungsbetrag ist ein je nach Einkommensart unterschiedlich hoher Betrag zwischen 5 % und 40 % des Einkommens. Bei Erwerbsersatzeinkommen ist für die Höhe des Prozentsatzes auch von Bedeutung, ob die Leistung vor dem Jahre 2011 oder nach dem Jahre 2010 begonnen hat. Durch die Kürzung wird berücksichtigt, dass der Hinterbliebene von seinem Einkommen Steuern und Sozialabgaben zu zahlen hat, ihm also tatsächlich nicht das volle Einkommen zur Verfügung steht. Wegen der pauschalisierenden Berechnung kann das ermittelte Netto vom tatsächlichen Netto abweichen.

## Abfindung bei Wiederheirat
Bei Wiederheirat erlischt die Witwenrente. Der Rentenversicherungsträger zahlt in diesem Fall eine „Abfindung“ gemäß § 107 SGB VI in Höhe von zwei Jahresrenten aus.

## Wiederaufnahme der Witwenrente
Wenn der zweite Ehepartner ebenfalls verstirbt oder die zweite Ehe geschieden wird, kann die Rente vom ersten Ehepartner ab dem Folgemonat des Todes oder der Rechtskraft des Scheidungsurteils wieder geleistet werden – wenn dies innerhalb von zwölf Kalendermonaten erneut beantragt wird.

## Sozioökonomischer Kontext
Wie im 2011 erschienenen Ersten Gleichstellungsbericht der Bundesregierung herausgestellt wird, folgt die Hinterbliebenensicherung – trotz der vollzogenen Gleichstellung von Witwen und Witwern – weiterhin dem Bild der Hausfrauen- oder Zuverdienerehe, mit dem Modell einer wegen der Sorgearbeit nicht oder nur wenig erwerbstätigen Frau, da sie Frauen über den Tod des Mannes hinaus auf dessen Erwerbsbiografie verweist. So folgt insbesondere das Erlöschen des Anspruchs auf Hinterbliebenenrente bei Wiederheirat diesem Modell. So ist im Gleichstellungsbericht festgestellt:
„Die Hinterbliebenenrente beschränkt weitere eigene Verwirklichungschancen der Verwitweten zum Beispiel hinsichtlich einer Wiederheirat.“
Auch in weiterer Hinsicht folgt die Hinterbliebenenrente diesem Modell: Die Kriterien für die Große Witwenrente und die Einkommensanrechnung bewirken, dass diese Absicherung bei einer Witwe mit keinem oder nur einem geringem eigenen Einkommen stärker zum Tragen kommt als bei einem Witwer, der typischerweise voll erwerbstätig ist oder eine Altersrente bezieht.
Der Erste Gleichstellungsbericht weist auch darauf hin, dass Lebensentscheidungen heutiger Witwen und Witwer im Vertrauen auf den Bestand dieser Alterssicherung getroffen wurden und für ihre Ansprüche daher Vertrauensschutz gilt. Für jüngere Jahrgänge hingegen sei in konsequenter Fortführung der Errungenschaftsgemeinschaft ein Splitting der erworbenen Rentenanwartschaften angemessen.